# Burhric
Burhric (auch Burgric; † zwischen 946 und 964) war Bischof von Rochester. Er wurde zwischen 933 und 934 zum Bischof geweiht und trat sein Amt in diesem Zeitraum an. Er starb zwischen 946 und 964.